# Walentin Olenik
Walentin Grigorjewicz Olenik (ros. Валентин Григорьевич Оленик; ur. 18 lipca 1939 we wsi Bungur, zm. 12 lutego 1987 w Moskwie) – radziecki zapaśnik walczący w stylu klasycznym. Dwukrotny olimpijczyk. Srebrny medalista z Meksyku 1968 i czwarty w Tokio 1964. Walczył w kategorii do 87 kg.
Mistrz świata w 1966 i drugi w 1967 roku.
Mistrz ZSRR w 1967 i 1969; drugi w 1966; trzeci w 1968 i 1970 roku. Skończył karierę w 1972. Działacz sportowy, pracownik akademicki. W Nowokuźniecku odbywa się zapaśniczy turniej ku jego pamięci. Pochowany na Cmentarzu Wostriakowskim w Moskwie.